# ランカー島

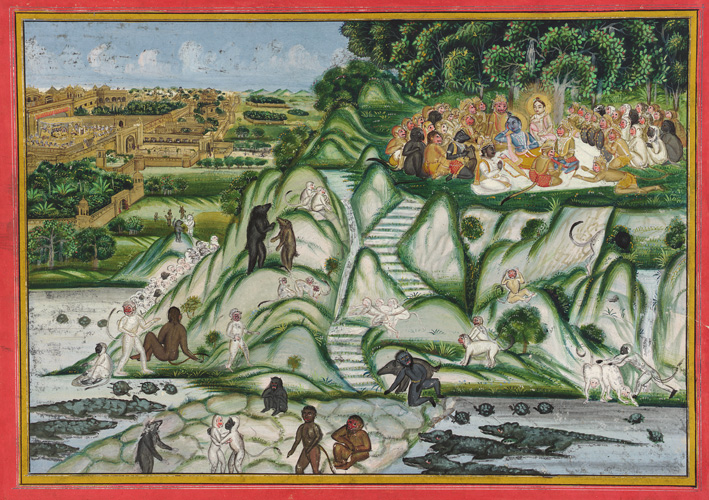
ランカー島攻撃の準備をするラーマ（19世紀の絵画）

ランカー島またはランカ島 (サンスクリット: लंका, lankā) は、古代インドの叙事詩『ラーマーヤナ』に登場する島である。ランカーは元はサンスクリット語で「島」を表す一般名詞である。

## 場所
セイロン島のこととする説が有力である。現在の国家では、ランカーから名づけられたスリランカにあたる。

## 物語
元は羅刹王ラーヴァナが支配する島だった。しかし、ラーヴァナ王がシーター姫をランカー島の首都ランカプーラに攫ったため、ハヌマーンらを従えたラーマに攻め滅ぼされた。その後は、ラーヴァナの弟だったが、戦いでラーマの方に付いたヴィビーシャナが王になった。